# Chesias modesta
Chesias modesta är en fjärilsart som beskrevs av Barend J. Lempke 1969. Chesias modesta ingår i släktet Chesias och familjen mätare. Inga underarter finns listade i Catalogue of Life.